# Achada Fazenda

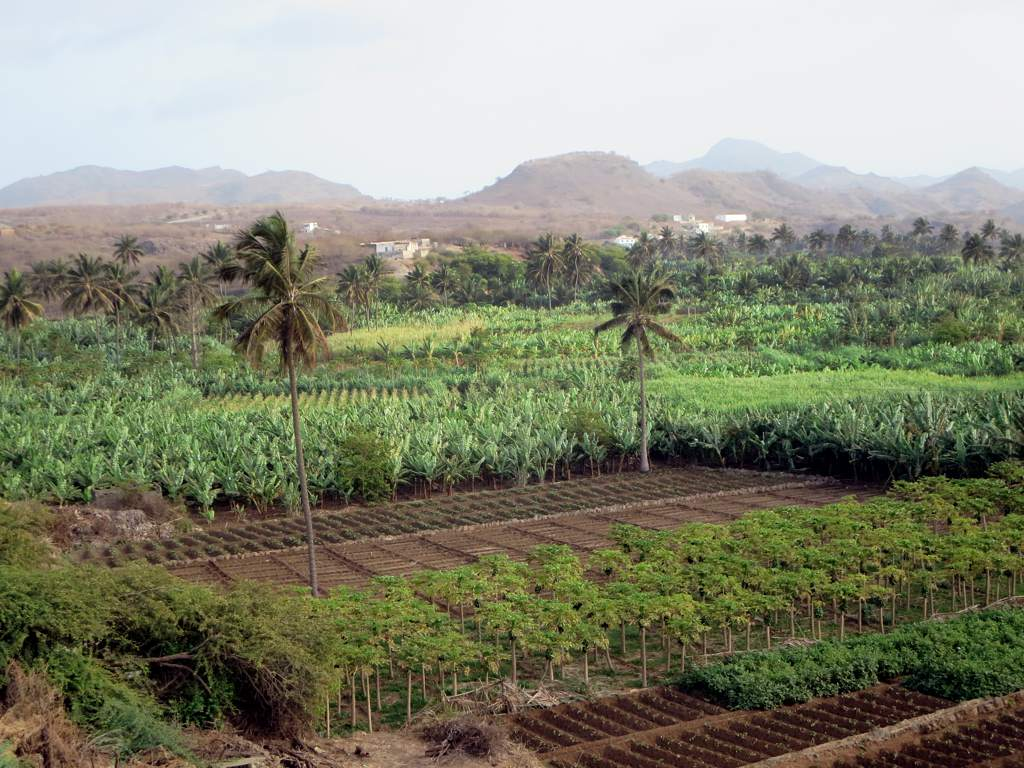
Achada Fazenda. Ortsansicht.

Achada Fazenda ist ein Teilort des Municipio Santa Cruz in Kap Verde.

## Geographie
Die Achada Fazenda erstreckt sich im Gebiet der Gemeinde Santa Cruz im Osten der Insel Santiago. Sie liegt ca. 25 km nordöstlich der Hauptstadt, Praia. Die Siedlung liegt am Rande eines abfallenden Plateaus über einem fruchtbaren Tal. Nach Süden begrenzt die Schlucht Porto de Cumba bei Achada Ponta das Plateau. Am Meer liegt auch der Hafen Porto D’Achada. 
Das nördlich der Stadt gelegene Flusstal (Ribeira da Montanha) wird während der Regenzeit regelmäßig überschwemmt, bleibt aber zehn Monate im Jahr trocken. Grundwasser steht in der Oberflächennähe an und wird von den Landwirten über zahlreiche Brunnen zur Bewässerung der Kulturen genutzt. Fruchtbarer Boden und einfacher Zugang zu Wasser machen dieses Tal zu einem stark landwirtschaftlich genutzten Gebiet. Im Südosten der Stadt befindet sich ein altes Lavafeld, das im Meer endet. Dieses Gebiet ist praktisch karg, aber die örtlichen Bauern kultivieren relativ erfolgreich einen Akazienwald.

## Verwaltungsgliederung
Der Teilort umfasst selbst folgende Wohnplätze und Stadtviertel (lugares e bairros):
- Achada Colaço
- Avenida
- Baixo
- Cananga
- Chã de Curral
- Guiné
- Kwaite
- Monte Mosca
- Pousada
- Rotunda
- Rúa Diante
- Rúa Traz
- Zimbrom

## Patrimonio
Die meisten Gebäude wurden Ende des 20. Jahrhunderts erbaut. Sie bestehen hauptsächlich aus Lehm, sowie aus Ziegeln und Stein, einem bis zur Mitte des 20. Jahrhunderts üblichen Material; ein kleiner Teil besteht aus Stahl und Zement. Der Lebensstil ist einfach und das Einkommen der Bewohner wächst, auch wenn bis zur Mitte des 20. Jahrhunderts die Armut besorgniserregend war. Die Mehrheit der Bevölkerung sind Landwirte, deren Produktion auf dem Anbau von Bananen, Ananas, Viehzucht und Obst- und Gemüsekulturen basiert. Elektrizität sowie Kommunikations- und andere Dienste wie Telefonleitungen wurden seit Mitte des 20. Jahrhunderts eingeführt und in Betrieb genommen und versorgen die Mehrheit der Bevölkerung.